# محمد قاسم (لاعب كرة قدم فلسطيني)
محمد سمير صالح قاسم (من مواليد 17 يناير 1987) هو لاعب كرة قدم فلسطيني يلعب في مركز الوسط لصالح نادي الحكمة اللبناني في الدوري اللبناني الممتاز.

## مسيرته الكروية
في يوليو 2022، وقع قاسم مع نادي الحكمة اللبناني في الدوري اللبناني الممتاز.

## الإنجازات
الاتحاد طرابلس
- كأس السوبر الليبي: 2010

النجمة
- الدوري اللبناني الممتاز: 2013–14
- كأس لبنان: 2015–16
- كأس النخبة اللبناني: 2014
- كأس السوبر اللبناني: 2014

البرج
- كأس التحدي اللبناني: 2019

الإنجازات الفردية
- جائزة أفضل لاعب فلسطيني في الدوري اللبناني الممتاز 2014–15[4]